# Shunlong
Shunlong (kinesiska: 顺龙乡, 顺龙) är en socken i Kina. Den ligger i provinsen Sichuan, i den sydvästra delen av landet, omkring 92 kilometer sydväst om provinshuvudstaden Chengdu. Antalet invånare är 7 403. Befolkningen består av 3 728 kvinnor och 3 675 män. Barn under 15 år utgör 13,0 %, vuxna 15-64 år 70 %, och äldre över 65 år 16,0 %.
Genomsnittlig årsnederbörd är 1 442 millimeter. Den regnigaste månaden är juli, med i genomsnitt 387 mm nederbörd, och den torraste är januari, med 12 mm nederbörd.